# Partes por notación

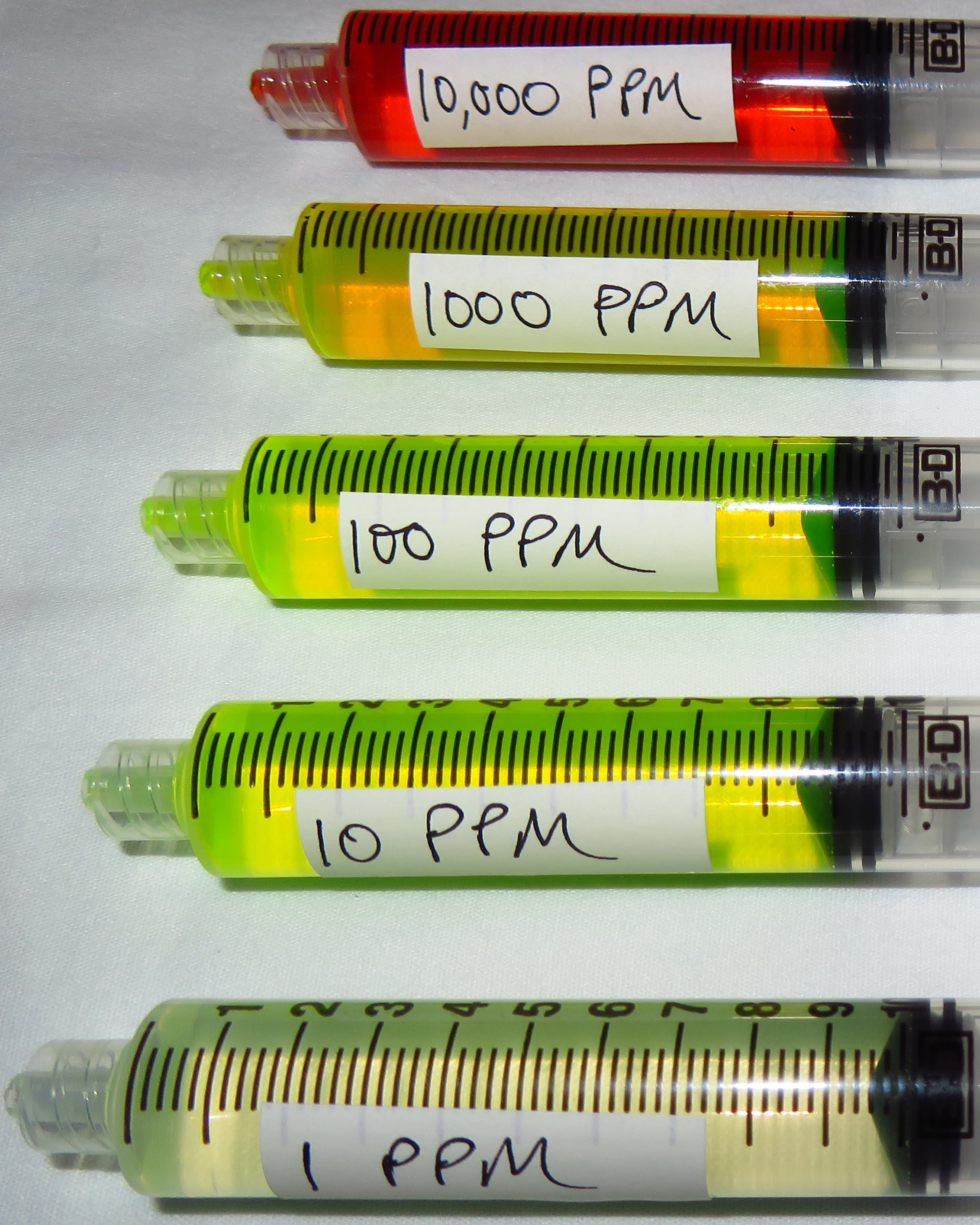
Soluciones acuosas de fluoresceína, diluidas entre 1 y 10.000 partes por millón en intervalos de dilución de 10 veces.

En ciencia e ingeniería, partes por notación es un conjunto de pseudo-unidades para describir valores pequeños de cantidades adimensionales diversas, por ejemplo, fracción molar o fracción de masa. Dado que estas fracciones son medidas de cantidad por cantidad, son números puros sin unidades de medida asociadas. Se usan comúnmente:
- ppm (partes por millón, 10-6),
- ppb (partes por millardo (o partes por mil millones) , del inglés parts-per-billion, 10-9),
- ppt (partes por billón, del inglés parts-per-trillion, 10-12) y
- ppq (partes por billardo (o partes por mil billones), del inglés parts-per-quadrillion, 10-15).

## Descripción
Partes por notación se usa a menudo para describir soluciones diluidas en química, por ejemplo, la abundancia relativa de minerales disueltos o contaminantes en el agua. La cantidad "1 ppm" se puede usar para una fracción de masa si un contaminante transportado por el agua está presente en una millonésima parte de un gramo por gramo de solución de muestra. Cuando se trabaja con soluciones acuosas, es común suponer que la densidad del agua es de 1,00 g/mL. Por lo tanto, es común equiparar 1 kilogramo de agua con 1 L de agua. En consecuencia, 1 ppm corresponde a 1 mg/L y 1 ppb corresponde a 1 μg/L.
De manera similar, partes por notación también se usa en física e ingeniería para expresar el valor de varios fenómenos proporcionales. Por ejemplo, una aleación de metal especial podría expandirse 1,2 micrómetros por metro de longitud por cada grado Celsius y esto se expresaría como "α = 1,2 ppm/°C". También se emplea la notación para indicar el cambio, la estabilidad o la incertidumbre en las mediciones. Por ejemplo, la precisión de las mediciones de distancia topográficas cuando se usa un telémetro láser puede ser de 1 milímetro por kilómetro de distancia; esto podría expresarse como "Precisión =  1 ppm".
En la espectroscopia de resonancia magnética nuclear (RMN), el desplazamiento químico suele expresarse en ppm. Representa la diferencia de una frecuencia medida en partes por millón de la frecuencia de referencia. La frecuencia de referencia depende del campo magnético del instrumento y del elemento que se está midiendo. Suele expresarse en MHz. Los cambios químicos típicos rara vez se encuentran a más de unos pocos cientos de Hz de la frecuencia de referencia, por lo que los cambios químicos se expresan convenientemente en ppm (Hz/MHz). Las partes por notación da una cantidad adimensional que no depende de la intensidad de campo del instrumento.
Partes por notación son todas cantidades adimensionales: en las expresiones matemáticas, las unidades de medida siempre se cancelan. En fracciones como "2 nanómetros por metro" (2 nm/m =  2 nano =  2 × 10−9 =  2 ppb = 2 × 0,000 000 001), entonces los cocientes son coeficientes numéricos puros con valores positivos menores o iguales a 1. Cuando las partes por notación, incluido el símbolo de porcentaje (%), se usan en prosa regular (a diferencia de las expresiones matemáticas), siguen siendo cantidades adimensionales de números puros. Sin embargo, generalmente toman el significado literal de "partes por" de una relación comparativa (por ejemplo, "2 ppb" generalmente se interpretaría como "dos partes en mil millones de partes").
Partes por notación puede expresarse en términos de cualquier unidad de la misma medición. Por ejemplo, el coeficiente de expansión térmica de cierta aleación de latón, α = 18,7 ppm/°C, puede expresarse como 18,7 = (μm/m)/°C, o como 18,7 = (μin/in)/°C; el valor numérico que representa una proporción relativa no cambia con la adopción de una unidad de longitud diferente. De manera similar, una bomba dosificadora que inyecta un químico traza en la línea de proceso principal a una tasa de flujo proporcional Qp = 125 ppm, lo hace a una tasa que puede expresarse en una variedad de unidades volumétricas, incluyendo 125 μL/L, 125 μgal /gal, 125 cm3/m3, etc.

## Expresiones partes por
| 1 de → = ⭨ de ↓ | por cien (%) | por mil (‰) | por 10.000 (‱) | por 100.000 (pcm) | por million (ppm) | por millardo (ppb) |
| --------------- | ------------ | ----------- | -------------- | ----------------- | ----------------- | ------------------ |
| %               | 1            | 0,1         | 0,01           | 0,001             | 0,0001            | 10-7               |
| ‰               | 10           | 1           | 0,1            | 0,01              | 0,001             | 10-6               |
| ‱               | 100          | 10          | 1              | 0,1               | 0,01              | 10-5               |
| pcm             | 1.000        | 100         | 10             | 1                 | 0,1               | 0,0001             |
| ppm             | 10.000       | 1.000       | 100            | 10                | 1                 | 0,001              |
| ppb             | 107          | 106         | 105            | 10.000            | 1.000             | 1                  |

- Una parte por cien generalmente se representa con el signo de porcentaje (%) y denota una parte por 100 (102) partes y un valor de 10−2. Esto es equivalente a unos quince minutos de un día.

- Una parte por mil se puede denotar con el signo de por mil (‰). También se puede encontrar la abreviatura "ppt" (del inglés: part per thousand). "Una parte por mil" denota una parte por 1.000 (103) partes y un valor de 10−3. Esto es equivalente a unos noventa segundos de un día.

- Una parte por diez mil se denota con el signo de por miríada (‱). Aunque rara vez se usa en ciencia (en su lugar, se usa típicamente ppm), tiene un valor inequívoco de una parte por 10.000 (104) partes y un valor de 10−4. Esto es equivalente a unos nueve segundos de un día. 
Por el contrario, en finanzas, el punto base se usa típicamente para denotar cambios o diferencias entre las tasas de interés porcentuales (aunque también se puede usar en otros casos en los que es deseable expresar cantidades en centésimas de porcentaje). Por ejemplo, un cambio en una tasa de interés del 5,15 % anual al 5,35 % anual podría indicarse como un cambio de 20  puntos básicos (por año). Al igual que con las tasas de interés, a menudo se omiten las palabras "por año" (o "anual" o "per annum"). En ese caso, el punto base es una cantidad con una dimensión de (tiempo−1).[4]

- Una parte por cien mil (pcm) o miliporcentaje denota una parte por 100 000 (105) partes y un valor de 10−5. Se usa comúnmente en epidemiología para las tasas de mortalidad, delincuencia y prevalencia de enfermedades, y en la ingeniería de reactores nucleares como unidad de reactividad. En medida de tiempo equivale a unos 5 minutos al año; en la medición de distancias, equivale a 1 cm de error por km de distancia recorrida.

- Una parte por millón (ppm) denota una parte por 1.000.000 (106) partes y un valor de 10−6. Equivale a unos 32 segundos al año o 1 mm de error por km de distancia recorrida.

- Una parte por millardo (o partes por mil millones) (ppb del inglés part per billion) denota una parte por 1.000.000.000 (109) partes y un valor de 10−9. Esto es equivalente a unos tres segundos de un siglo.

- Una parte por billlon (ppt del inglés part per trillion) denota una parte por 1.000.000.000.000 (1012) partes y un valor de 10−12. Esto es equivalente a unos treinta segundos de cada millón de años.

- Una parte por billardo (o parte por mil billones) (ppq del inglés part per quadrillion) denota una parte por 1.000.000.000.000.000 (1015) partes y un valor de 10−15. Esto equivale a unos dos minutos y medio de la edad de la Tierra (4.500 millones de años). Aunque es relativamente poco común en química analítica, a veces se realizan mediciones al nivel de ppq.[5]

## Críticas
Aunque la Oficina Internacional de Pesos y Medidas (una organización internacional de estándares conocida también por sus iniciales en francés BIPM) reconoce el uso de partes por notación, no es formalmente parte del Sistema Internacional de Unidades (SI). Aunque "por ciento" (%) no es formalmente parte del SI, tanto el BIPM como la Organización Internacional de Normalización (ISO) adoptan la posición de que "en expresiones matemáticas, el símbolo % (porcentaje) reconocido internacionalmente puede usarse con el SI para representar el número 0,01" para cantidades adimensionales. Según la IUPAP, "una fuente continua de molestia para los puristas del SI ha sido el uso continuado de porcentaje, ppm, ppb y ppt". Aunque las expresiones compatibles con SI deben usarse como alternativa, “las partes por notación” sigue siendo ampliamente utilizada en las disciplinas técnicas. Los principales problemas con “las partes por notación” se exponen a continuación.

### Escalas largas y cortas
Debido a que los números nombrados que comienzan con "billon", “trillon”, etc. tienen valores diferentes en diferentes países, el BIPM sugiere evitar el uso de "ppb" y "ppt" para evitar malentendidos. El Instituto Nacional de Estándares y Tecnología de EE. UU. (NIST, por sus siglas en inglés) adopta una posición estricta, afirmando que "los términos dependientes del idioma [...] no son aceptables para su uso con el SI para expresar los valores de las cantidades".

### Thousand vs. trillion
Aunque "ppt" generalmente significa "parts per trillion", ocasionalmente significa "parts per thousand". A menos que el significado de "ppt" se defina explícitamente, debe determinarse a partir del contexto.

### Fracción de masa vs. fracción molar vs. fracción de volumen
Otro problema de las partes por notación es que puede referirse a fracción de masa, fracción molar o fracción de volumen. Dado que normalmente no se indica qué cantidad se utiliza, es mejor escribir la unidad como kg/kg, mol/mol o m3/m3 (aunque todos ellos son adimensionales). La diferencia es bastante significativa cuando se trata de gases, y es muy importante especificar qué cantidad se está utilizando. Por ejemplo, el factor de conversión entre una fracción de masa de 1 ppb y una fracción molar de 1 ppb es de aproximadamente 4,7 para el gas de efecto invernadero CFC-11 en el aire. Para la fracción de volumen, el sufijo "V" o "v" a veces se agrega a las partes por notación (por ejemplo, ppmV, ppbv, pptv). Desafortunadamente, ppbv y pptv también se usan a menudo para fracciones molares (que es idéntica a la fracción de volumen solo para gases ideales).
Para distinguir la fracción de masa de la fracción de volumen o la fracción molar, a veces se agrega la letra "w" ( por "peso", del inglés weight) a la abreviatura (por ejemplo, ppmw, ppbw).
El uso de las partes por notación lo general es bastante fijo dentro de cada rama específica de la ciencia, pero a menudo de una manera que es inconsistente con su uso en otras ramas, lo que lleva a algunos investigadores a suponer que su propio uso (masa/masa, mol/ mol, volumen/volumen u otros) es correcto y que otros usos son incorrectos. Esta suposición a veces los lleva a no especificar los detalles de su propio uso en sus publicaciones y, por lo tanto, otros pueden malinterpretar sus resultados. Por ejemplo, los electroquímicos a menudo usan volumen/volumen, mientras que los ingenieros químicos pueden usar masa/masa así como volumen/volumen. Muchas publicaciones académicas de excelente nivel no especifican su uso de las partes por notación.

## Expresiones compatibles con SI
Las unidades compatibles con SI que se pueden usar como alternativas se muestran en el gráfico a continuación. Las expresiones que el BIPM no reconoce explícitamente como adecuadas para denotar cantidades adimensionales con el SI se marcan con !.
| Medida                              | Unidades SI     | Nombre de partes por ratio (escala larga) | Abreviación de partes por o símbolo | Valor en notación científica |
| ----------------------------------- | --------------- | ----------------------------------------- | ----------------------------------- | ---------------------------- |
| Un estiramiento de...               | 2 cm/m          | 2 partes por cien                         | 2 %                                 | 2 × 10−2                     |
| Sensitividad de...                  | 2 mV/V          | 2 partes por mil                          | 2 ‰ !                               | 2 × 10−3                     |
| Sensitividad de...                  | 0,2 mV/V        | 2 partes por diez mil                     | 2 ‱ !                               | 2 × 10−4                     |
| Sensitividad de...                  | 2 μV/V          | 2 partes por millón                       | 2 ppm                               | 2 × 10−6                     |
| Sensitividad de...                  | 2 nV/V          | 2 partes por millardo !                   | 2 ppb !                             | 2 × 10−9                     |
| Sensitividad de...                  | 2 pV/V          | 2 partes por billón !                     | 2 ppt !                             | 2 × 10−12                    |
| Una fracción de masa de...          | 2 mg/kg         | 2 partes por millón                       | 2 ppm                               | 2 × 10−6                     |
| Una fracción de masa de...          | 2 μg/kg         | 2 partes por millardo !                   | 2 ppb !                             | 2 × 10−9                     |
| Una fracción de masa de...          | 2 ng/kg         | 2 partes por billón !                     | 2 ppt !                             | 2 × 10−12                    |
| Una fracción de masa de...          | 2 pg/kg         | 2 partes por billardo !                   | 2 ppq !                             | 2 × 10−15                    |
| Una fracción de volumen de...       | 5,2 μL/L        | 5,2 partes por millón                     | 5,2 ppm                             | 5,2 × 10−6                   |
| Una fracción de mol de...           | 5,24 μmol/mol   | 5,24 partes por millón                    | 5,24 ppm                            | 5,24 × 10−6                  |
| Una fracción de mol de...           | 5,24 nmol/mol   | 5,24 partes por millardo !                | 5,24 ppb !                          | 5,24 × 10−9                  |
| Una fracción de mol de...           | 5,24 pmol/mol   | 5,24 partes por billón !                  | 5,24 ppt !                          | 5,24 × 10−12                 |
| Una estabilidad de ...              | 1 (μA/A)/min    | 1 parte por millón por minuto             | 1 ppm/min                           | 1 × 10−6/min                 |
| Un cambio de...                     | 5 nΩ/Ω          | 5 partes por millardo !                   | 5 ppb !                             | 5 × 10−9                     |
| Una incertidumbre de...             | 9 μg/kg         | 9 partes por millardo !                   | 9 ppb !                             | 9 × 10−9                     |
| Un desplazamiento de...             | 1 nm/m          | 1 parte por millardo !                    | 1 ppb !                             | 1 × 10−9                     |
| Un estiramiento de...               | 1 μm/m          | 1 parte por millón                        | 1 ppm                               | 1 × 10−6                     |
| Un coeficiente de temperatura de... | 0,3 (μHz/Hz)/°C | 0,3 partes por millón por °C              | 0,3 ppm/°C                          | 0,3 × 10−6/°C                |
| Un cambio de frecuencia de...       | 0,35 × 10−9 ƒ   | 0,35 partes por millardo !                | 0,35 ppb !                          | 0,35 × 10−9                  |

Tenga en cuenta que las anotaciones en la columna "Unidades SI" de arriba son todas cantidades adimensionales es decir, las unidades de medida se factorizan en expresiones como "1 nm/m" (1 nm/m = 1 nano = 1 × 10−9), por lo que los cocientes son coeficientes numéricos puros con valores inferiores a 1.

## Uno (unidad adimensional propuesta)
Debido a la naturaleza engorrosa de expresar ciertas cantidades adimensionales según las pautas del SI, la Unión Internacional de Física Pura y Aplicada (IUPAP) en 1999 propuso la adopción del nombre especial "uno" (símbolo: U) para representar el número 1 en cantidades adimensionales. En 2004, un informe del Comité Internacional de Pesos y Medidas (CIPM) indicó que la respuesta a la propuesta del uno "había sido casi totalmente negativa", y el principal proponente "recomendó abandonar la idea". Hasta la fecha, el uno no ha sido adoptado por ninguna organización de estándares, y parece poco probable que alguna vez se convierta en una forma aprobada oficialmente para expresar cantidades adimensionales de bajo valor (alta relación).